# Bércoun rezavý
Bércoun rezavý (Galegeeska rufescens) je drobný bércoun, podobající se myši. Stává se terčem útoku mnoha druhů dravců, a proto využívá důmyslné způsoby, jak se jim vyhnout. Ze své nory si vytváří mnoho skrytých východů, a tak má při napadení velký výběr únikových cest.
Bércoun rezavý měří 12 cm a váží kolem 50 g.
Živí se malými živočichy, plody, semeny a pupeny rostlin.
Březost trvá 2 měsíce. Mají 1-2 mláďata.

## Chov v zoo
Tento druh patří k extrémně vzácným chovancům zoologických zahrad. Na podzim 2018 byl chován jen v německé zoo v Kolíně nad Rýnem. Historicky byl chován ještě ve čtyřech dalších německých a dvou českých zoo – Zoo Plzeň a Zoo Praha.

### Chov v Zoo Praha
Bércoun rezavý byl v Zoo Praha chovaný v letech 2014–2017. První chovný pár přišel z Kolína nad Rýnem. Český prvoodchov se podařil ještě v roce založení chovu, tedy v roce 2014. Jednalo se o samičku. Zoo Praha se tak stala teprve čtvrtou zoo v Evropě, kde se podařilo tento druh úspěšně odchovat.
Tento druh byl k vidění v pavilonu Afrika zblízka v horní části zoo.